# 다나 쿠마리 바즈라차리야
다나 쿠마리 바즈라차리야(Dhana Kumari Bajracharya)는 네팔 파탄(Patan) 지역에서 가장 오랫동안 쿠마리로 숭배된 인물이다. 1954년, 그녀가 두 살 때 쿠마리로 선정되어 1984년까지 약 30년 동안 그 지위를 유지했다. 이는 일반적인 쿠마리의 재임 기간보다 훨씬 긴 것으로, 그녀가 생리(월경)를 시작하지 않았기 때문에 가능한 일이었다.
1984년, 당시 13세였던 왕세자 디펜드라(Dipendra)가 그녀의 나이에 대해 의문을 제기하면서 그녀는 교체되었다. 이후에도 그녀는 쿠마리로서의 생활 방식을 유지하며 외부와의 접촉을 최소화했다. 그러나 2015년 4월, 네팔에서 발생한 규모 7.8의 대지진으로 인해 그녀는 처음으로 도보로 집을 나서야 했다.
그녀의 조카인 차니라 바즈라차리야(Chanira Bajracharya)도 2001년부터 2010년까지 파탄의 쿠마리로 활동하였다.
다나 쿠마리 바즈라차리야는 전통과 신앙의 상징으로, 네팔의 문화와 종교적 유산을 대표하는 인물 중 하나로 기억된다.